# Torsten Breuer
Torsten Breuer (* 1954 auf Norderney) ist ein deutscher Kameramann und Filmkomponist.

## Leben
Er ist seit Ende der 1980er Jahre als Kameramann tätig. Bis heute war er an mehr als 40 Filmproduktionen beteiligt. In den 1990er Jahren war er auch als Filmkomponist aktiv. Er steuerte die Musik zu den Filmen Allein unter Frauen, Kleine Haie und Der bewegte Mann bei.
Er wurde 2011 mit dem Deutschen Kamerapreis für den Film Jerry Cotton ausgezeichnet.

## Filmografie (Auswahl)

### Filmmusik
- 1991: Allein unter Frauen (Regie: Sönke Wortmann)
- 1992: Kleine Haie (Regie: Sönke Wortmann)
- 1994: Der bewegte Mann (Regie: Sönke Wortmann)

### Kameramann
- 1993: Abgeschminkt! (Regie: Katja von Garnier)
- 1997: Bandits (Regie: Katja von Garnier)
- 1999: Pünktchen und Anton (Regie: Caroline Link)
- 2002: Operation Rubikon
- 2003: Affäre zu dritt (Regie: Josh Broecker)
- 2003–2007: Kommissarin Lucas (Fernsehserie)
  - 2003: Die blaue Blume
  - 2004: Vergangene Sünden
  - 2004: Vertrauen bis zuletzt
  - 2006: Das Verhör
  - 2006: Skizze einer Toten
  - 2007: German Angst
  - 2007: Das Totenschiff
- 2004: Napola – Elite für den Führer (Regie: Dennis Gansel)
- 2005: Liebe Amelie (Regie: Maris Pfeiffer)
- 2006: Schwere Jungs (Regie: Marcus H. Rosenmüller)
- 2008: Die Welle (Regie: Dennis Gansel)
- 2009: Die Perlmutterfarbe (Regie: Marcus H. Rosenmüller)
- 2009: Maria, ihm schmeckt’s nicht! (Regie: Neele Vollmar)
- 2010: Jerry Cotton (Regie: Cyrill Boss)
- 2010: Wir sind die Nacht (Regie: Dennis Gansel)
- 2011: Die Tote im Moorwald (Regie: Hans Horn)
- 2012: Polizeiruf 110: Die Gurkenkönigin (Regie: Ed Herzog)
- 2012: Türkisch für Anfänger (Regie: Bora Dagtekin)
- 2013: Ostwind (Regie: Katja von Garnier)
- 2013: Buddy (Regie: Michael Herbig)
- 2014: Rico, Oskar und die Tieferschatten (Regie: Neele Vollmar)
- 2015: Ostwind 2 (Regie: Katja von Garnier)
- 2017: Bullyparade – Der Film (Regie: Michael Herbig)
- 2018: Jim Knopf und Lukas der Lokomotivführer (Regie: Dennis Gansel)
- 2018: Ballon (Regie: Michael Herbig)
- 2019: Rocca verändert die Welt (Regie: Katja Benrath)
- 2020: Gott, du kannst ein Arsch sein! (Regie: André Erkau)
- 2021: Beckenrand Sheriff (Regie: Marcus H. Rosenmüller)
- 2022: Tausend Zeilen (Regie: Michael Herbig)
- 2024: Die Ironie des Lebens